# Garra typhlops
Garra typhlops es una especie de peces de la familia de los
Cyprinidae en el orden de los Cypriniformes.

## Morfología
- Los machos pueden llegar alcanzar los 4,5 cm de longitud total.[1]

## Hábitat
Es un pez de agua dulce y de clima subtropical.

## Distribución geográfica
Se encuentran en Asia: es una especie de pez endémica del río Tigris (en Irán ).